# Getty Images

logo společnosti

Getty Images je americká fotobanka sídlící ve městě Seattle ve Washingtonu. Je dodavatelem fotografií pro podniky a spotřebitele a její archiv čítá více než 80 milionů statických snímků a ilustrací a více než 50 tisíc hodin filmových záběrů. Je zaměřena na tři oblasti: tvůrčí profesionály (reklama a grafický design), média (tisk a on-line publikace) a firemní (design interiérů). Společnost Getty má distribuční pobočky po celém světě. Její archiv se zvětšuje a společnost tak své snímky digitalizovala, což umožňuje on-line distribuci. Společnost byla založena Markem Gettym a Jonathanem Kleinem v roce 1995.